# Raphicerus melanotis
Il nototrago dalle orecchie nere o antilope del Capo è una piccola antilope diffusa nella provincia del Capo occidentale in Sudafrica.
Misura circa 45 cm al garrese e pesa intorno ai 10 kg. Il pelo è ispido e di color sabbia tendente al rossiccio, con macchiettature bianche. I maschi portano corna dritte e lunghe appena 8 cm.
Abita la zona cespugliosa del fynbos sudafricano, dove si nutre di foglie e fiori.